# Noctuana brunneofusca
Noctuana brunneofusca är en fjärilsart som beskrevs av Paul Mabille och Eugene Boullet 1917. Noctuana brunneofusca ingår i släktet Noctuana och familjen tjockhuvuden. Inga underarter finns listade i Catalogue of Life.